# Kniaziwka (obwód chersońśki)
Kniaziwka (ukr. Князівка) – wieś na Ukrainie, w obwodzie chersońskim, w rejonie berysławskim. W 2001 liczyła 391 mieszkańców.